# Мілена Дравич
Мілена Дравич (серб. Милена Дравић; *5 жовтня 1940, Белград- 14 жовтня 2018) — сербська акторка.

## Біографія
Мілена Дравич народилася у Белграді. З чотирьох років її діяльність була пов'язана зі сценою: спочатку з танцями, потім з класичним балетом. У 1959 році, ще навчаючись у старших класах, режисер Франтішек Чап побачив її на обкладинці молодіжного журналу на фото у групі танцюристок балету та спонтано вирішив залучити її до зйомок у фільмі «Ворота залишаються відчиненими» (Vrata ostaju otvorena). Після зйомок у кількох інших вільмах вона вирішила повністю присвятити себе акторству та успішно вступила у Белградську академію драматичних мистецтв.